# Hlučín
Hlučín (Tzec, Pronunciació: [ˈɦlutʃiːn]; alemany: Hultschin; polonès: Hulczyn) és una ciutat de la República Txeca situada al districte d'Opava a la regió txeca de Moràvia-Silèsia i és el centre de la regió homònima. La població és de 13.970 habitants el 2017[1]

## Geografia
Hlučín està localitzada a 10 km al nord-oest del centre d'Ostrava, a 22 km a l'est-sud-est d'Opava i a 270 km a l'est de Praga[2]. La ciutat s'estén a la riva esquerra de l'Opava el qual alhora la separa de Děhylov, situada més al sud. Al nord, Hlučín limita amb Vrešina i Darkovice; a l'est, amb Šilheřovice, Markvartovice i Ludgeřovice; al sud,amb Ostrava i finalment per Děhylov, Dobroslavice i Kozmice a l'oest[3].

## Història
Hlučín formava part del Ducat d'Opava abans que la ciutat fos repartida entre l`Imperi Austríac i el Regne de Prússia el Tractat de Berlin del 1742 arran de la fi de la Primera Guerra de Silèsia (1740-1742) El 1815 és incorporada a la nova província prussiana de Silèsia fins al 1920 que és incorporada al nou estat de Txecoslovàquia nascut amb els Tractats de Pau de París del 1919 que van posar fi a la Primera Guerra Mundial. El traspàs de Hlučín i de la regió que dona nom, aixecà una forta controvèrsia entre alemanys, txecs i polonesos. Amb els Acords de Múnic del 1938, Hlučín és annexionada per l'Alemanya Nazi tornant a formar part de la província de Silèsia amb el seu nom en alemany, Hultschin. Amb la fi de la II Guerra Mundial, Hlučín es reincorpora de nou a Txecoslovàquia i els seus habitants alemanys són expulsats.

## Administració
La ciutat està formada per tres comunes:
- Bobrovníky
- Darkovičky
- Hlučín.

## Personalitats il·lustres
Uns quants d'artistes famosos van néixer a Hlučín:
- Pavel Josef Vejvanovský (1639/40-1693), compositor
- Paul Blashke- compositor
- Bohumil Hynek Bílovský- Escriptor
- Tomáš Xaver Laštůvka- escriptor
- Jan Boshenek- pintor
- Jan Janda- pintor

## Ciutats agermanades
- Namysłów, Polònia

- Nebelschütz, Alemanya
- Ružomberok, Eslovàquia